# Toronto Star

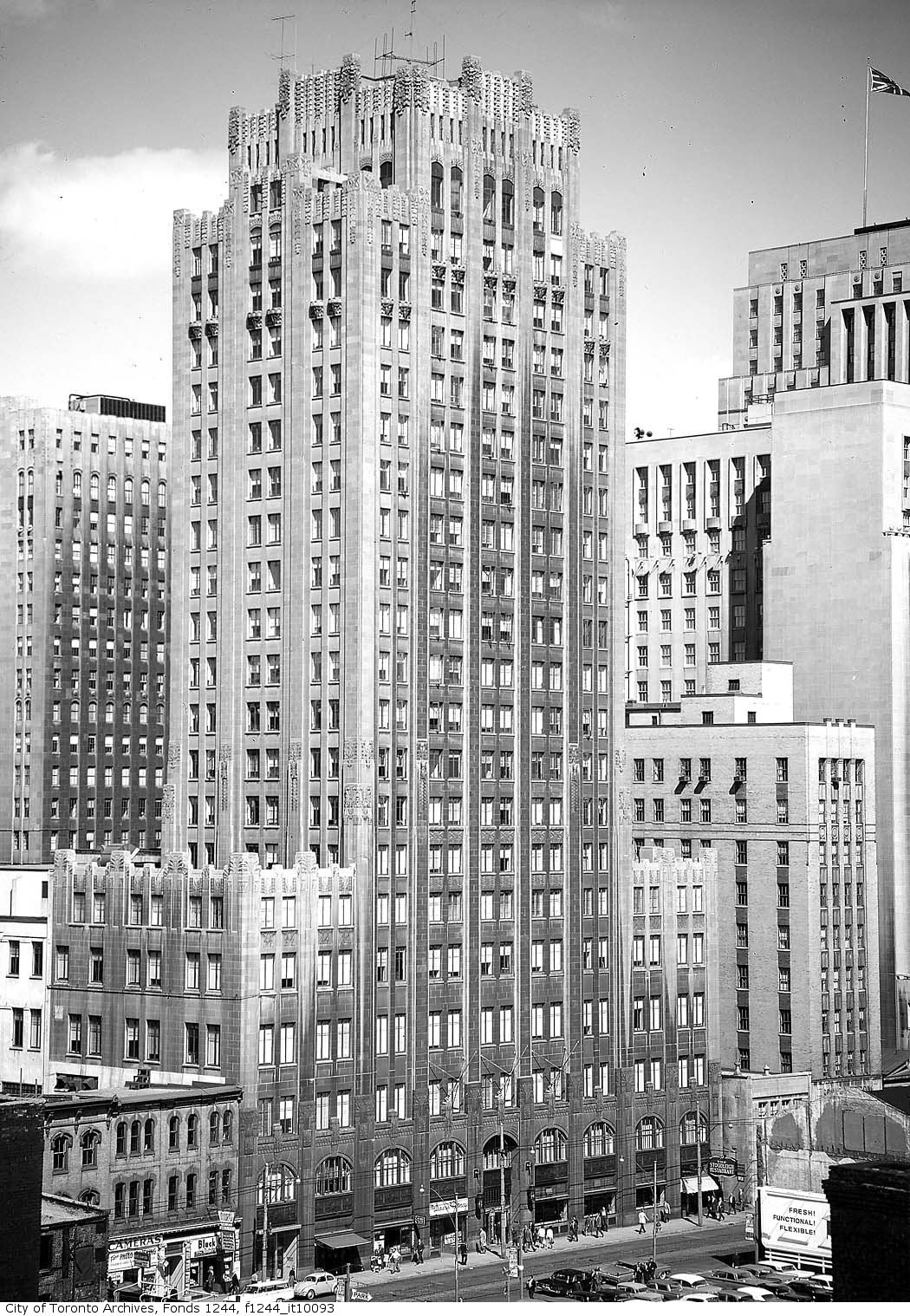
Das alte Bürogebäude in der King Street West 80 in den 1930ern

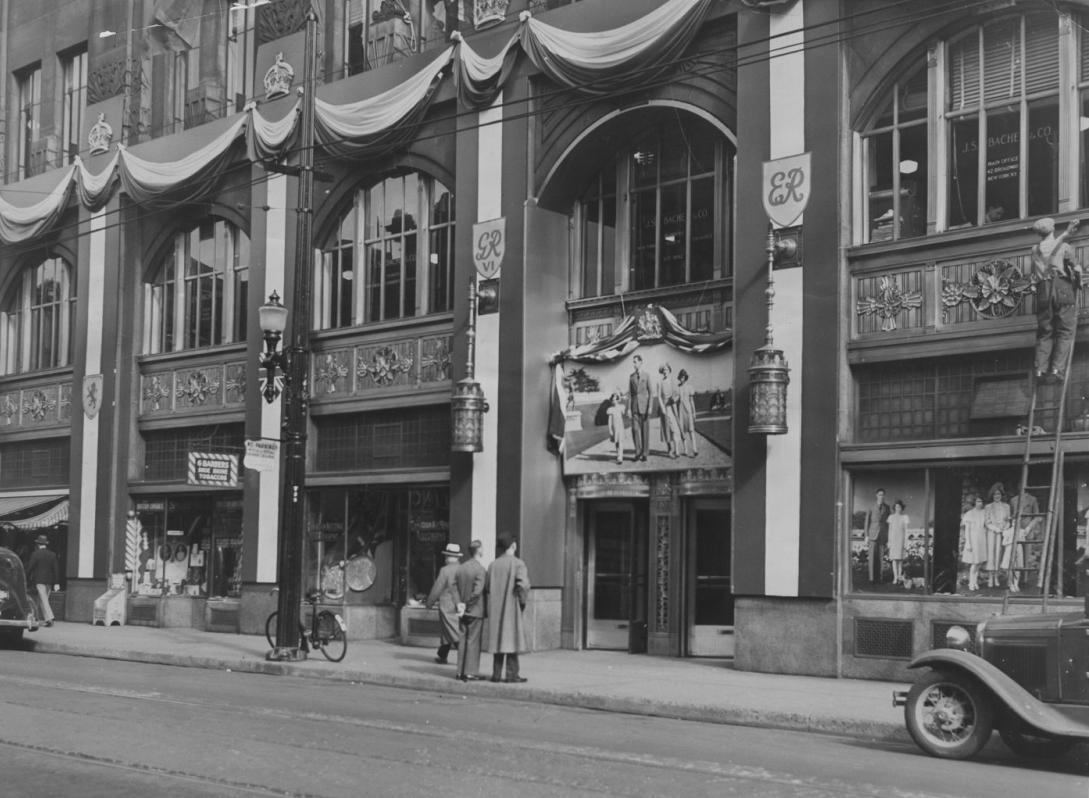
Portal, 1939, zur Begrüßung der englischen Königsfamilie geschmückt

Der Toronto Star ist eine kanadische Tageszeitung. Sie ist das auflagenstärkste Blatt des Landes, obwohl die Druckausgabe fast nur in Ontario verteilt wird, und befindet sich im Besitz der Toronto Star Newspapers Ltd., einer Abteilung der Star Media Group, die wiederum zur Torstar Corporation gehört.

## Geschichte
Der Star (ursprünglich als The Evening Star und The Toronto Daily Star bekannt) wurde am 3. November 1892 von streikenden Druckern und Journalisten der Afternoon News gegründet. In seinen ersten Jahren hatte das neue Blatt nur eine geringe Auflage. Ab 1899 bis zu seinem Tod 1948 war Joseph „Holy Joe“ Atkinson der Herausgeber, er entwickelte das Blatt zu einer erfolgreichen Tageszeitung.
Atkinson hatte ein starkes Sozialbewusstsein. Er kämpfte für viele Anliegen, die dem modernen Wohlfahrtsstaat zugeordnet werden: Altersrente, Arbeitslosenversicherung und Gesundheitsfürsorge. Er wurde beispielsweise als Radikaler im besten Sinne des Wortes" beschrieben. Über den Star heißt es in derselben Quelle weiter: „Der Star war in seiner beständigen, permanenten Verteidigung der Interessen der gewöhnlichen Leute einzigartig unter den nordamerikanischen Zeitungen. Die Freundschaft von Atkinson mit dem Premierminister William Lyon Mackenzie King hatte einen starken Einfluss auf die Entwicklung der kanadischen Sozialpolitik.“
Doch Atkinson war auch ein gewitzter Geschäftsmann, der zum maßgeblichen Aktienbesitzer des Stars wurde und ein beträchtliches persönliches Vermögen anhäufte. Der Toronto Daily Star wurde oft dafür kritisiert, den Boulevardjournalismus dieser Zeit auszuüben. Jahrzehntelang prägte die Berichterstattung des Blattes neben einem starken Eifer, soziale Veränderungen durchzusetzen, auch sensationslüsterne Meldungen.
Die frühe Opposition und Kritik am nationalsozialistischen Regime im Deutschen Reich führte dazu, dass Toronto Star zur ersten nordamerikanischen Zeitung wurde, die in Deutschland verboten wurde.
Seit der Mitte der Fünfzigerjahre suchte der Star vermehrt den Respekt der Leser, dies durch die Anhebung der professionellen Standards und die Vermeidung der Sensationslüsternheit der vergangenen Jahre. Er stellte einige der respektiertesten Journalisten des Landes ein und verteidigte den Ausbau des Wohlfahrtsstaates.
1971 benannte sich der Toronto Daily Star in Toronto Star um und zog in einen modernen Büroturm an der Yonge Street und dem Queen’s Quay um. Das alte Gebäude der Zeitung an der King Street West 80 wurde abgerissen. Ursprünglich hatte das neue Gebäude die Druckmaschinen. 1992 wurde die Druckerei aus der Stadt nach Vaughan verlagert.
Am 5. September 2006 lancierte der Star eine Gratiszeitung im Portable Document Format (PDF) namens Star P.M., die jeden Werktag ab 3:30 h von der Internetseite der Zeitung heruntergeladen werden kann. Am 28. Mai 2007 führte der Star eine Zeitung ein neues Design ein, das eine größere Schrift, schmalere Seiten, weniger und kürzere Artikel,  eine höhere Gewichtung der lokalen Meldungen und eine geringere Gewichtung der internationalen Nachrichten, Kolumnen und Meinungsartikel umfasste.

## Atkinsons Grundsätze
Kurz vor seinem Tod im Jahre 1948 übereignete Atkinson die Zeitung einer wohltätigen Organisation mit dem Auftrag, die liberale Tradition des Blattes fortzusetzen. Ontarios konservative Regierung erließ ein Gesetz, das den Wohltätigkeitsorganisationen verbot, über große Teile des gewinnorientierten Geschäfts zu verfügen. Dieses Gesetz verlangte den Verkauf des Stars. Die fünf Treuhänder der Wohltätigkeitsorganisation umgingen das Gesetz, indem sie die Zeitung selbst kauften und vor dem obersten Gerichtshof Ontarios schworen, sich für folgende Grundsätze Atkinsons einzusetzen:
- ein starkes, geeintes und unabhängiges Kanada
- soziale Gerechtigkeit
- Bürgerrechte
- Engagement für die Gemeinschaft und für die Bürger
- die Rechte der Arbeiter
- die notwendige Rolle der Regierung.

Die Nachkommen der ursprünglichen Besitzer, bekannt als die „fünf Familien“, besitzen noch immer die Stimmrechte bei Torstar und auch die Atkinson-Prinzipien leiten die Zeitung noch heute. Leitartikel aus der jüngeren Vergangenheit trugen Überschriften wie „Gerechtigkeit für die Gehörlosen“ und „Öffentliche Politik verstärkt Armut“. Im Februar 2006 schrieb die Star Media-Kolumnistin Antonia Zerbisias auf ihrem Weblog: „Wir alle haben die Atkinson-Prinzipien – und deren multikulturelle Werte – auf unsere Ärsche tätowiert. Von mir aus gerne! Wenigstens sind wir offen mit unseren Werten, und sie funktionieren fast immer für den Aufbau eines besseren Kanadas.“ (Quelle?)

## Politische Position der Redaktion

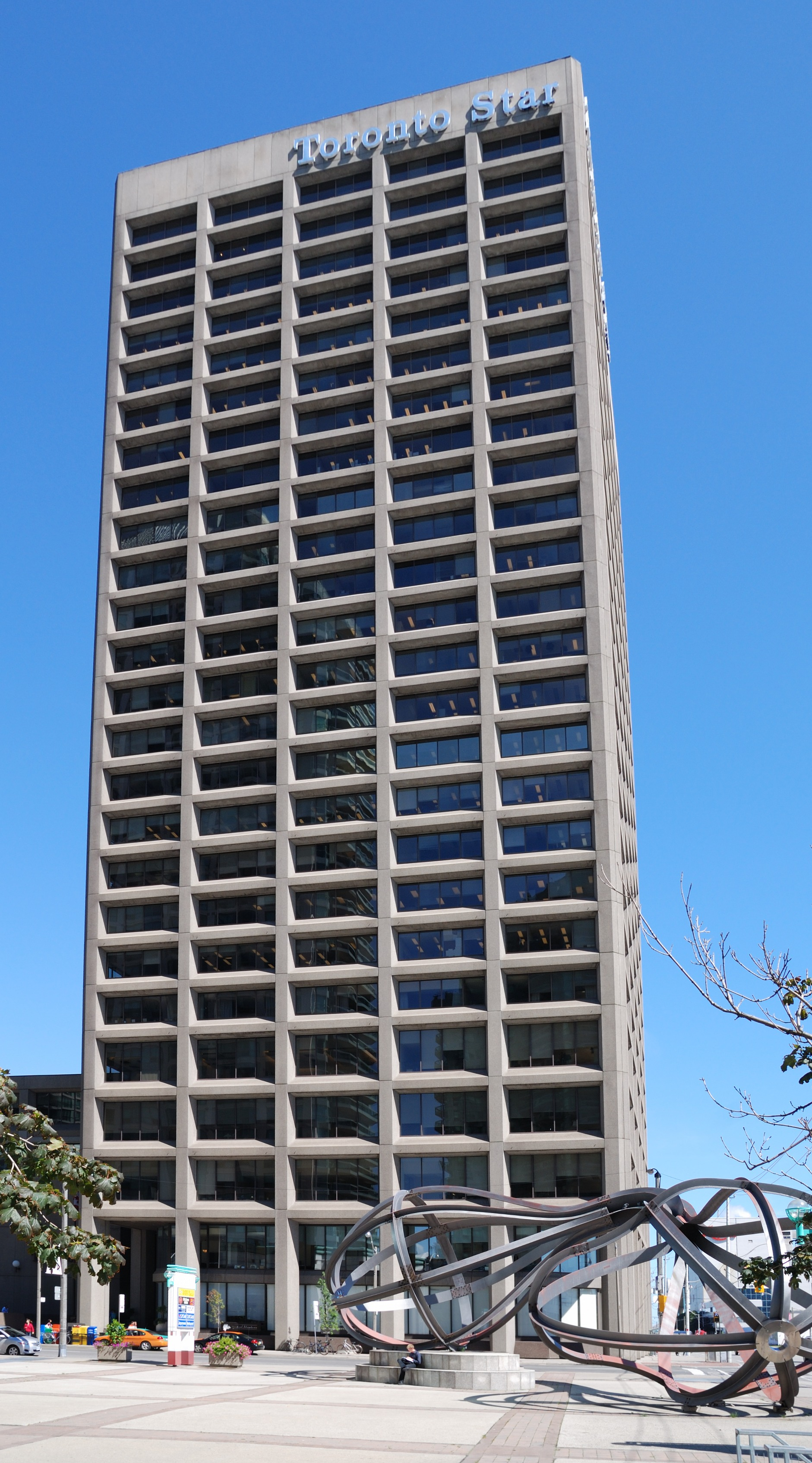
Redaktionsgebäude des Toronto Star, Yonge Street 1

Liberal und stolz darauf, positioniert sich der Star in der politischen Landschaft Kanadas links der Mitte. Die genaue Position im politischen Spektrum – besonders in Bezug zum größten Konkurrenten, The Globe and Mail – wird intensiv diskutiert. Das Blatt war für einen langen Zeitraum eine Stimme des kanadischen Nationalismus, noch in den Achtzigerjahren lehnte man den Freihandel mit den USA ab und äußerte erst jüngst Besorgnis über die zunehmenden US-Übernahmen kanadischer Unternehmen.
Die Leser werden manchmal von den redaktionellen Stellungnahmen überrascht. Der Star war ein früher Gegner des Irakkriegs und kritisierte die Politik George W. Bushs größtenteils. Dennoch wurde die kanadische Teilnahme am kontinentalen Raketenabwehrprogramm der USA unterstützt. Jüngere Leitartikel brandmarkten die politische Korrektheit an kanadischen Universitäten und opponierten gegen das Mehrheitswahlrecht.
Das Blatt hatte fast immer die Liberale Partei Kanadas unterstützt. Bei den Bundeswahlen von 2006 war der Star die einzige größere Tageszeitung, die noch die Liberalen unterstützte, viele der anderen großen Blätter gingen zu den Konservativen über. Der Star unterstützte zwar nie die sozialdemokratische Neue Demokratische Partei, obwohl er 1990 nahe daran war, dies in den Provinzwahlen zu tun. Traditionell unterstützte die Zeitung in vielen Provinzwahlen die Progressive Conservative Party of Ontario von den 1940er- bis zu den 1980er-Jahren.
Dies bedeutet, dass heute nur wenige größere Tageszeitungen weiter links stehen als der Star. Doch die Journalisten des Blattes vermeiden eine deutliche Parteilichkeit für radikale soziale Veränderungen, sie bevorzugen eine schrittweise Reform, die von ernsthaften Aufrufen und Appellen zu sozialem Mitgefühl begleitet werden. In der jüngeren Vergangenheit konzentrierten sich Serien auf Armut und Multikulturalismus. Anhänger preisen das fortwährende Bekenntnis des Stars zu seinen Gründungsprinzipien.
Kritiker bezeichnen dagegen die Zeitung als „das einzige Blatt der Welt, das von einem toten Mann herausgegeben wird“ (eine spöttische Anspielung auf die Atkinson-Prinzipien) oder zielen auf  „Heulsusen“-Berichte ab, die die Notlage der Armen und Unterdrückten ins Licht der Öffentlichkeit ziehen. Manche beschuldigen sie auch, ein Sprachrohr der Liberalen Partei zu sein. In den letzten Jahren haben einige Kritiker sogar eine alte Schmähung wieder aufgenommen, nämlich die des Red Star (Roter Stern).

## Charakteristika
Der Star ist die einzige kanadische Zeitung, die einen Ombudsmann beschäftigt. Weitere besondere Merkmale sind etwa:
- ein Gremium, dessen Mitglieder Artikel über ihre Meinungen schreiben, die auch manchmal die Zeitung kritisieren,
- einen Reporter für Immigranten,
- Wohltätigkeitskampagnen, die Beteiligungen von den Lesern erbitten,
- eine ganze Seite Leserbriefe täglich,
- umfassendere Berichte über Armut und soziale Themen als jede andere kanadische Zeitung,
- ein jährlicher Wettbewerb, der Torontos beste Angestellte würdigt.

Der Star versucht, möglichst alle Leser zu gewinnen, anstatt eine Lesergruppe auf Kosten einer anderen anzuziehen. Er veröffentlicht Sonderbeilagen für das chinesische Neujahrsfest und die Gay Pride Week sowie regelmäßige Artikel über Eigentumswohnungen und Einkaufen.

## Wettbewerbsposition
Mit vier konventionellen Tageszeitungen und zwei Gratiszeitungen in einer Agglomeration von etwa 5,5 Millionen Einwohnern ist Toronto eine der wettbewerbsintensivsten Zeitungsstädte in Nordamerika. Die Einführung der National Post 1998 rüttelte den Markt wach. Im folgenden Umbruch stiegen die Ausgaben der Redaktionen und viele Journalisten wurden eingestellt oder entlassen. Leser, Inserenten und Reporter profitierten vom verschärften Wettbewerb, Aktienbesitzer kaum. Torontos Zeitungen müssen schon die großangelegten Entlassungen durchführen, die die meisten anderen nordamerikanischen Zeitungen bereits unternehmen mussten.
Im Gegensatz zu einigen Konkurrenten warf der Toronto Star in den meisten Jahren der jüngeren Vergangenheit Gewinn ab. Die Zeitung wurde zu einer Pflichtzeitung für die meisten Inserenten. Einige der Konkurrenzblätter verlieren laufend Geld, andere sind nur geringfügig profitabel. Der Star wurde lange Zeit für seine Massenverkäufe zu Niedrigpreisen kritisiert.
Doch der Abstand nimmt ab und man musste einige Verluste hinnehmen. 2006 äußerten zahlreiche Finanzanalytiker ihre Unzufriedenheit mit dem Star und senkten ihre Empfehlungen für die Aktien der Muttergesellschaft Torstar. Im Oktober 2006 wurden der Herausgeber und der Chefredakteur des Stars ersetzt, im Mai 2007 erschien ein neu entworfenes Blatt (siehe oben).

## Herausgeber
- Joseph E. Atkinson (1899–1948)
- Joseph S. Atkinson (1948–1966)
- Beland Honderich (1966–1988)
- David R. Jolley (1988–1994)
- John Honderich (1995–2004)
- Michael Goldbloom (2004–2006)
- Jagoda Pike (2006–2008)
- Donald Babick (2008)
- John Cruickshank (2009–heute)

## Bekannte Kolumnisten
- Brian Brett
- Pierre Berton
- Greg Clarke
- Nathan Cohen
- Milt Dunnell
- Graham Fraser
- Ernest Hemingway
- Naomi Klein
- Michele Landsberg
- Duncan MacPherson
- Lou Marsh
- Peter C. Newman
- Robert W. Service
- Walter Stewart
- Charles Templeton

## Sonstiges
Joe Shuster, einer der beiden Schöpfer Supermans, arbeitete in den 1920er-Jahren als Zeitungsjunge für den Star. Shuster benannte Clark Kents Zeitung – The Daily Star – nach dem Toronto Daily Star. Der Name von Kents Zeitung wurde später in The Daily Planet geändert.